# Liste des députés européens des Pays-Bas de la 9e législature

Cet article présente la liste des députés européens des Pays-Bas élus lors des élections européennes de 2019 aux Pays-Bas.

## Députés européens élus en 2019
| Nom                          | Parti | Parti                                            | Groupe parlementaire européen |
| ---------------------------- | ----- | ------------------------------------------------ | ----------------------------- |
| Malik Azmani                 |       | Parti populaire pour la liberté et la démocratie | RE                            |
| Thierry Baudet               |       | Forum pour la démocratie                         | CRE                           |
| Tom Berendsen                |       | Appel chrétien-démocrate                         | PPE                           |
| Mohammed Chahim              |       | Parti travailliste                               | S&D                           |
| Peter van Dalen              |       | Union chrétienne                                 | PPE                           |
| Bas Eickhout                 |       | Gauche verte                                     | Verts/ALE                     |
| Derk Jan Eppink              |       | Forum pour la démocratie                         | CRE                           |
| Anja Hazekamp                |       | Parti pour les animaux                           | GUE/NGL                       |
| Jan Huitema                  |       | Parti populaire pour la liberté et la démocratie | RE                            |
| Sophie in 't Veld            |       | Démocrates 66                                    | RE                            |
| Agnes Jongerius              |       | Parti travailliste                               | S&D                           |
| Esther de Lange              |       | Appel chrétien-démocrate                         | PPE                           |
| Jeroen Lenaers               |       | Appel chrétien-démocrate                         | PPE                           |
| Toine Manders                |       | 50 Plus                                          | PPE                           |
| Caroline Nagtegaal-van Doorn |       | Parti populaire pour la liberté et la démocratie | RE                            |
| Kati Piri                    |       | Parti travailliste                               | S&D                           |
| Samira Rafaela               |       | Démocrates 66                                    | RE                            |
| Rob Roos                     |       | Forum pour la démocratie                         | CRE                           |
| Bert-Jan Ruissen             |       | Parti politique réformé                          | CRE                           |
| Annie Schreijer-Pierik       |       | Appel chrétien-démocrate                         | PPE                           |
| Liesje Schreinemacher        |       | Parti populaire pour la liberté et la démocratie | RE                            |
| Tineke Strik                 |       | Gauche verte                                     | Verts/ALE                     |
| Paul Tang                    |       | Parti travailliste                               | S&D                           |
| Vera Tax                     |       | Parti travailliste                               | S&D                           |
| Frans Timmermans             |       | Parti travailliste                               | S&D                           |
| Kim van Sparrentak           |       | Gauche verte                                     | Verts/ALE                     |

## Entrants et sortants
| Entrant           | Parti                                            | Groupe | En remplacement de    | Date             | Motif |
| ----------------- | ------------------------------------------------ | ------ | --------------------- | ---------------- | --- |
| Rob Rooken        | Forum pour la démocratie                         | CRE    | Thierry Baudet        | 2 juillet 2019   | Renonce à siéger. |
| Lara Wolters      | Parti travailliste                               | S&D    | Frans Timmermans      | 4 juillet 2019   | Nommé commissaire européen. |
| Marcel de Graaff  | Parti pour la liberté                            | ID     | —                     | 1er février 2020 | Mandat supplémentaire après le retrait du Royaume-Uni de l'Union européenne.                                                                              |
| Dorien Rookmaker  | Sans étiquette                                   | NI     | —                     | 1er février 2020 | Mandat supplémentaire après le retrait du Royaume-Uni de l'Union européenne. Élue sur la liste du Forum pour la démocratie, siège parmi les non-inscrits. |
| Bart Groothuis    | Parti populaire pour la liberté et la démocratie | RE     | —                     | 1er février 2020 | Mandat supplémentaire après le retrait du Royaume-Uni de l'Union européenne.                                                                              |
| Thijs Reuten      | Parti travailliste                               | S&D    | Kati Piri             | 15 avril 2021    | Élection à la Seconde Chambre des États généraux. |
| Michiel Hoogeveen | JA21                                             | CRE    | Derk Jan Eppink       | 15 avril 2021    | Élection à la Seconde Chambre des États généraux. Élu sur la liste du Forum pour la démocratie.                                                           |
| Catharina Rinzema | Parti populaire pour la liberté et la démocratie | RE     | Liesje Schreinemacher | 18 janvier 2022  | Nommée ministre. |
| Anja Haga         | Union chrétienne                                 | PPE    | Peter van Dalen       | 5 septembre 2023 | Démission. |
| Henk Jan Ormel    | Appel chrétien-démocrate                         | PPE    | Esther de Lange       | 27 février 2024  | Démission. |